# Hiroko Takahashi (Skilangläuferin)
Hiroko Takahashi (jap. 高橋 弘子 Takahashi Hiroko; * 1. Mai 1942 in Yuzawa) ist eine ehemalige japanische Skilangläuferin.
Takahashi, die an der Daitō-Bunka-Universität studierte, belegte bei den Nordischen Skiweltmeisterschaften 1966 in Oslo den 32. Platz über 5 km sowie den 28. Rang über 10 km und bei den Nordischen Skiweltmeisterschaften 1970 in Štrbské Pleso den 35. Platz über 5 km, den 30. Rang über 10 km sowie den zehnten Platz mit der Staffel. Bei ihrer einzigen Teilnahme an Olympischen Winterspielen im Februar 1972 in Sapporo kam sie auf den 34. Platz über 5 km, auf den 25. Rang über 10 km und zusammen mit Tokiko Ōzeki und Hideko Saitō auf den neunten Platz in der Staffel. Bei japanischen Meisterschaften siegte sie siebenmal über 10 km (1961, 1962, 1964, 1965, 1969, 1971, 1972) und dreimal über 5 km (1968, 1969, 1972).